# Gerasdorf bei Wien
Gerasdorf bei Wien est une commune autrichienne du district de Korneuburg en Basse-Autriche. La ville appartenait au district de Wien-Umgebung jusqu'à sa suppression le 31 décembre 2016.